# Schloss Voglsang (Ennstal)

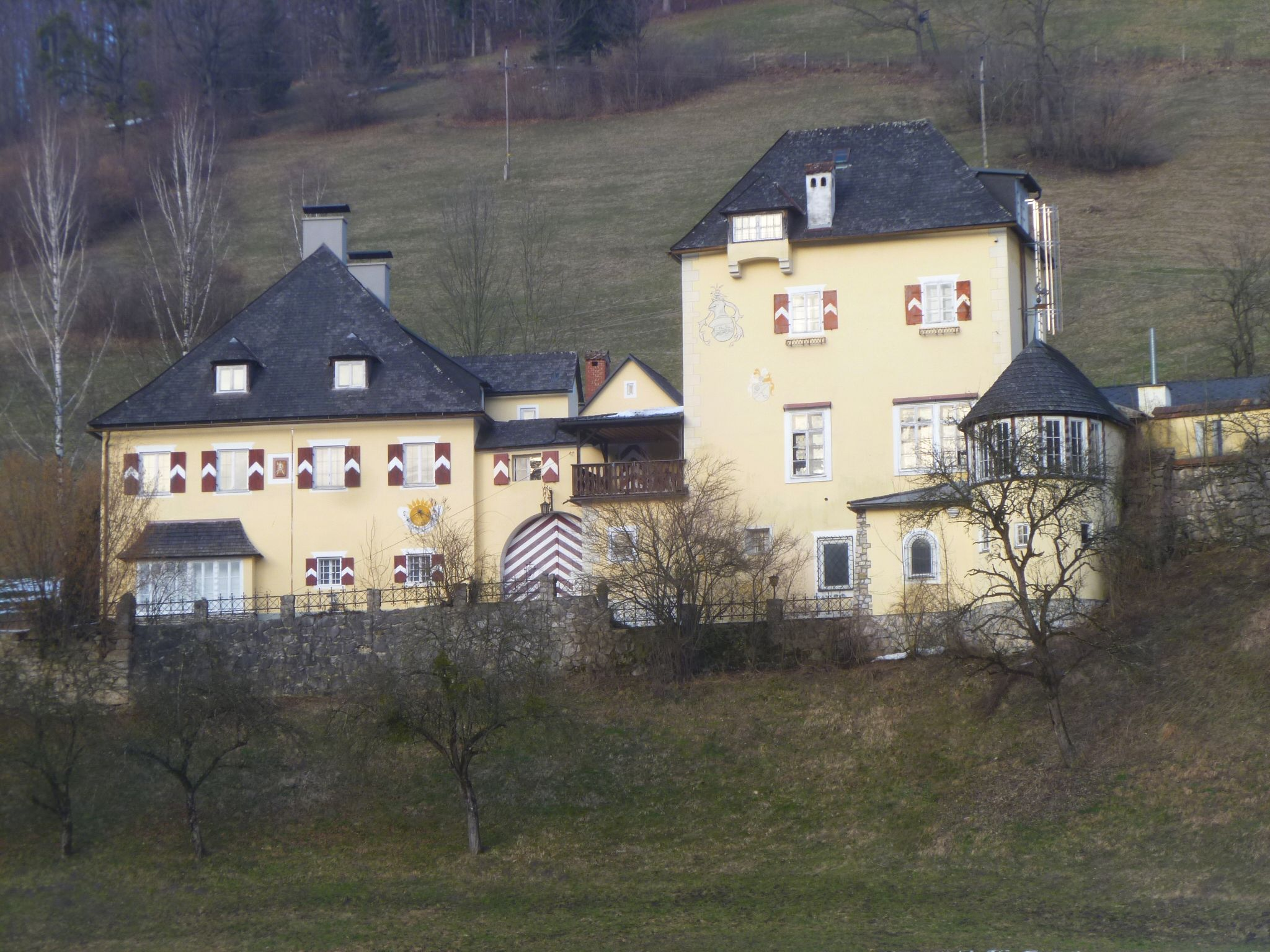
Schloss Voglsang

Schloss Voglsang (auch Hammerschlössl) liegt in der Gemeinde Losenstein im Bezirk Steyr-Land in Oberösterreich (Laussa Straße 73).
Das Schloss wird nach seinem heutigen Besitzer auch Schloss Matuschka genannt. Im Grundbuch ist das Gebäude als „Hammerschmiede im Tal“ eingetragen. Als erste Besitzerin wird eine um 1778 lebende Gräfin erwähnt; von ihr hängt angeblich ein Bild im Vorhaus. Freiherr von Voglsang besaß das Schloss 25 Jahre lang. Dann kam es an Hannes von Matuschka vom Schloss Lindach bei Roitham am Traunfall.

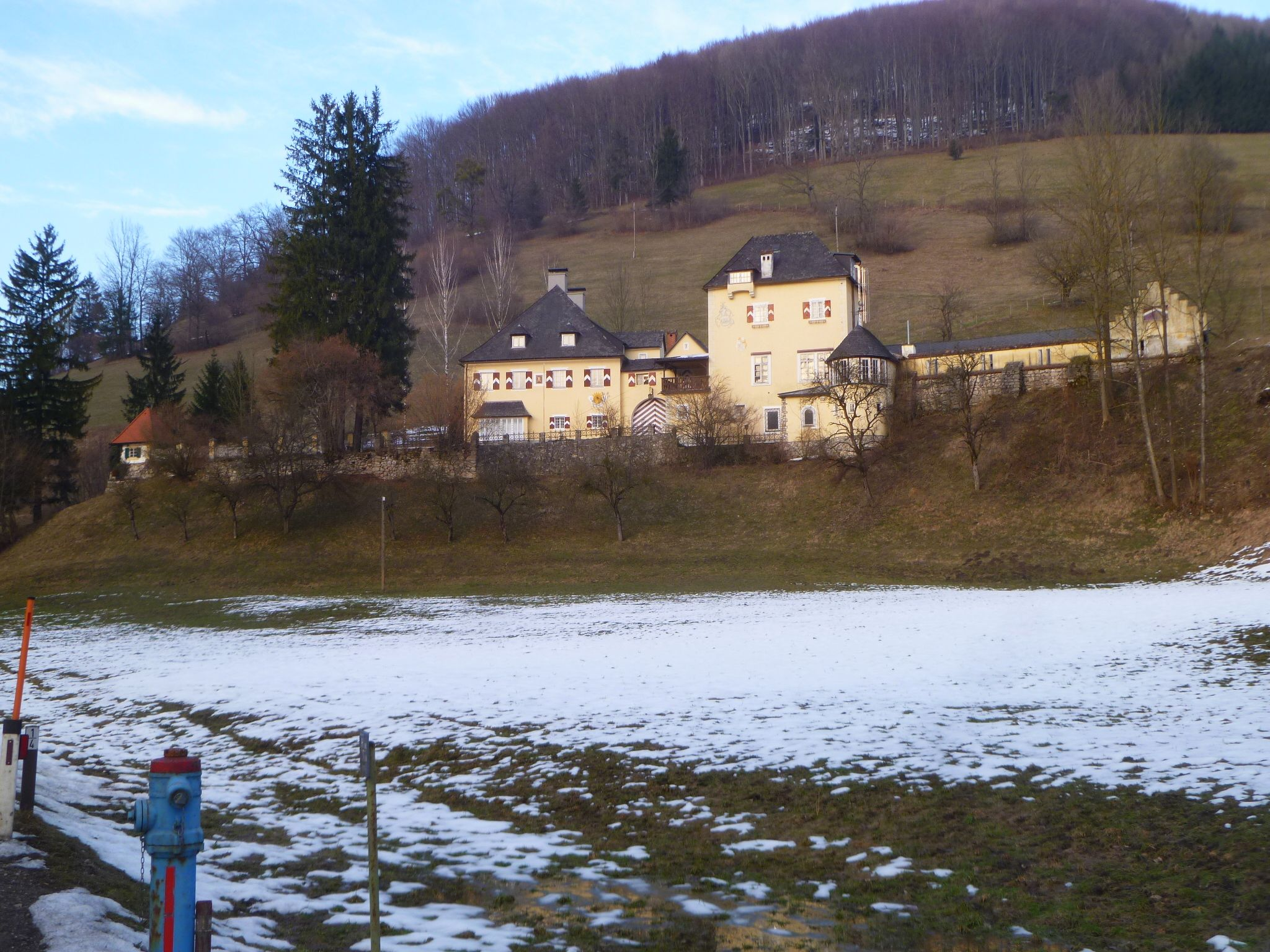
Schloss Voglsang (Gesamtanlage)

Das Schloss liegt auf einem Berghang, zu ihm führt eine Privatstraße. Die Stützmauer wird von einem Ecktürmchen flankiert. Das Schloss ist lang gestreckt und besteht aus zwei Gebäudeteilen, die durch einen Torbau verbunden sind.